# Chama (singolo)
Chama è un singolo della musicista venezuelana Arca, pubblicato il 13 settembre 2024.

## Descrizione
Il singolo, che vede la partecipazione della rapper dominicana Tokischa, è stato realizzato nel 2023 agli Electric Lady Studios di New York.
Il titolo, in spagnolo, è un termine colloquiale per riferirsi a una ragazza o a una giovane donna con una connotazione affettuosa. Il testo è incentrato sul piacere di un rapporto sessuale.

## Video musicale
Il video musicale del brano, diretto da STILLZ, è stato pubblicato il 13 settembre 2024 attraverso il canale YouTube di Arca.

## Tracce
Testi e musiche di Alejandra Ghersi, Tokischa Altagracia Peralta.
1. Chama – 3:16